# نورمان كولمان
نورمان كولمان (بالإنجليزية: Norm Coleman)‏ هو محامي وسياسي أمريكي، ولد في 17 أغسطس 1949 في نيويورك في الولايات المتحدة. حزبياً، نشط في الحزب الجمهوري.

## مناصب
- في انتخابات مجلس الشيوخ في الولايات المتحدة 2002 [الإنجليزية]‏، انتخب عضو مجلس الشيوخ الأمريكي عن دائرة Minnesota ‏ وقد انضم خلال فترته النيابية [الإنجليزية]‏ (7 يناير 2003 – 3 يناير 2005)  للكتلة البرلمانية الحزب الجمهوري.
- في انتخابات مجلس الشيوخ في الولايات المتحدة 2002 [الإنجليزية]‏، انتخب عضو مجلس الشيوخ الأمريكي عن دائرة Minnesota ‏ وقد انضم خلال فترته النيابية [الإنجليزية]‏ (3 يناير 2005 – 3 يناير 2007)  للكتلة البرلمانية الحزب الجمهوري.
- في انتخابات مجلس الشيوخ في الولايات المتحدة 2002 [الإنجليزية]‏، انتخب عضو مجلس الشيوخ الأمريكي عن دائرة Minnesota ‏ وقد انضم خلال فترته النيابية [الإنجليزية]‏ (3 يناير 2007 – 3 يناير 2009)  للكتلة البرلمانية الحزب الجمهوري.
- انتخب Mayor of Saint Paul, Minnesota ‏ (1993 – 1998).
- انتخب عضو مجلس الشيوخ الأمريكي عن دائرة مينيسوتا (3 يناير 2003 – 3 يناير 2009).

## روابط خارجية
- نورمان كولمان على موقع IMDb (الإنجليزية)
- نورمان كولمان على موقع الموسوعة البريطانية (الإنجليزية)
- نورمان كولمان على موقع إن إن دي بي (الإنجليزية)